# Mahinda Yapa Abeywardena

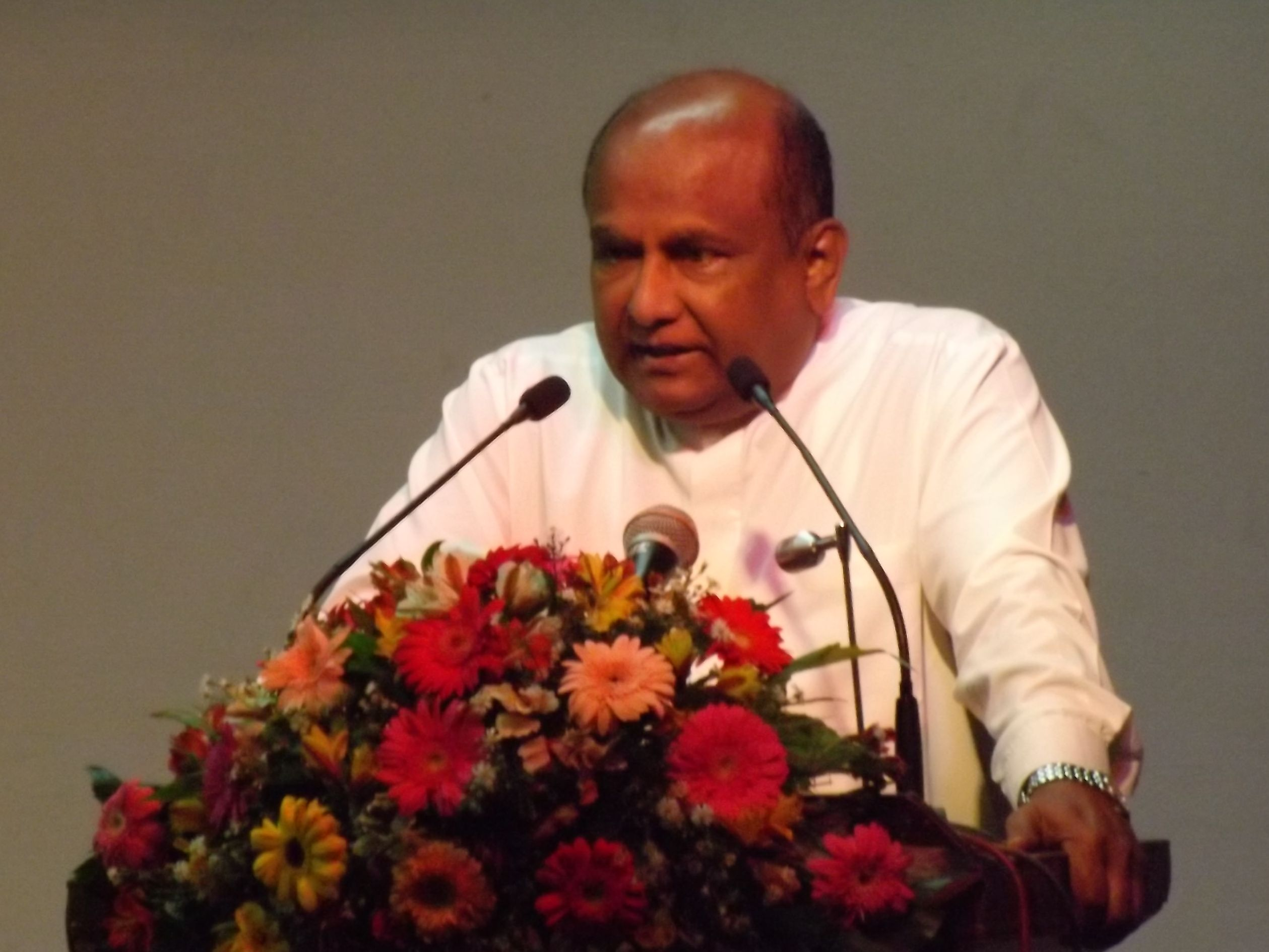
Mahinda Yapa Abeywardena (2013)

Mahinda Yapa Abeywardena (Tamil மஹிந்த யாப்பா அபேவர்தன; * 10. Oktober 1945) ist ein sri-lankischer Politiker der United People’s Freedom Alliance (UPFA).

## Leben
Abeywardena absolvierte ein Studium an der University of Colombo und ist von Beruf Großgrundbesitzer. Er war zwischen 1983 und 1988 für die United National Party (UNP) erstmals Mitglied des Parlaments von Sri Lanka und engagierte sich danach als Politiker in der Südprovinz, in der er zunächst von 1993 bis 1994 Vorsitzender des Provinzrates sowie im Anschluss als Nachfolger von Amarasiri Dodangoda zwischen September 1994 und seiner Ablösung durch H. G. Sirisena am 21. Dezember 2001 Chefminister der Südprovinz. Bei der Wahl vom 5. Dezember 2001 wurde er für die Sri Lanka Freedom Party (SFLP) abermals zum Mitglied des Parlaments und vertritt dort seither den Wahlkreis Matara.
Nachdem er zwischen 2004 und 2005 stellvertretender Gesundheitsminister war, wurde Abeywardena im November 2005 Minister für kulturelle Angelegenheiten und nationales Erbe in Regierung von Premierminister Ratnasiri Wickremanayake. In der darauf folgenden Regierung von Premierminister D. M. Jayaratne übernahm er im Januar 2010 den Posten des Landwirtschaftsministers, den er bis zum Ende der Amtszeit von Jayaratne im Januar 2015 innehatte. Im Anschluss bekleidete er zwischen Februar und Mai 2015 kurzzeitig das Amt des Ministers für Parlamentsangelegenheiten in der dritten Regierung von Premierminister Ranil Wickremesinghe. Danach verließ er die SFLP und trat der United People’s Freedom Alliance (UPFA) bei. Zurzeit ist er Mitglied des Ausschusses für öffentliche Petitionen.